# Лов (округ)
Округ Лов (англ. Love County) располагается в штате Оклахома, США. Официально образован в 1907 году. По состоянию на 2013 год, численность населения составляла 9742 человека.

## География
По данным Бюро переписи США, общая площадь округа равняется 1378 км2, из которых 1335 км2 суша и 43 км2 или 3,110 % это водоёмы.

### Соседние округа
- Картер (север)
- Маршалл (восток)
- Кук (Техас) (юг)
- Монтейг (Техас) (юго-запад)
- Джефферсон (северo-запад)

## Население
По данным переписи населения 2000 года в округе проживает 8 831 житель в составе 3 442 домашних хозяйства и 2 557 семей. Плотность населения составляет 7,00 человек на км2. На территории округа насчитывается 4 066 жилых строений, при плотности застройки около 3,00-х строений на км2. Расовый состав населения: белые — 84,15 %, афроамериканцы — 2,19 %, коренные американцы (индейцы) — 6,41 %, азиаты — 0,26 %, гавайцы — 0,01 %, представители других рас — 3,58 %, представители двух или более рас — 3,41 %. Испаноязычные составляли 7,01 % населения независимо от расы.
В составе 31,70 % из общего числа домашних хозяйств проживают дети в возрасте до 18 лет, 60,40 % домашних хозяйств представляют собой супружеские пары проживающие вместе, 10,00 % домашних хозяйств представляют собой одиноких женщин без супруга, 25,70 % домашних хозяйств не имеют отношения к семьям, 22,90 % домашних хозяйств состоят из одного человека, 12,00 % домашних хозяйств состоят из престарелых (65 лет и старше), проживающих в одиночестве. Средний размер домашнего хозяйства составляет 2,54 человека, и средний размер семьи 2,97 человека.
Возрастной состав округа: 25,70 % моложе 18 лет, 7,00 % от 18 до 24, 25,40 % от 25 до 44, 25,70 % от 45 до 64 и 25,70 % от 65 и старше. Средний возраст жителя округа 39 лет. На каждые 100 женщин приходится 98,20 мужчин. На каждые 100 женщин старше 18 лет приходится 94,90 мужчин.
Средний доход на домохозяйство в округе составлял 32 558 USD, на семью — 38 212 USD. Среднестатистический заработок мужчины был 30 024 USD против 20 578 USD для женщины. Доход на душу населения составлял 16 648 USD. Около 8,80 % семей и 11,80 % общего населения находились ниже черты бедности, в том числе — 14,40 % молодёжи (тех, кому ещё не исполнилось 18 лет) и 13,80 % тех, кому было уже больше 65 лет.